# Adolf zu Dohna-Schlodien
Adolf Rudolf Christof Graf zu Dohna-Schlodien (* 30. Januar 1846 in Königsberg; † 6. August 1905 in Schlodien) war Majoratsbesitzer und Mitglied des Deutschen Reichstags.

## Leben

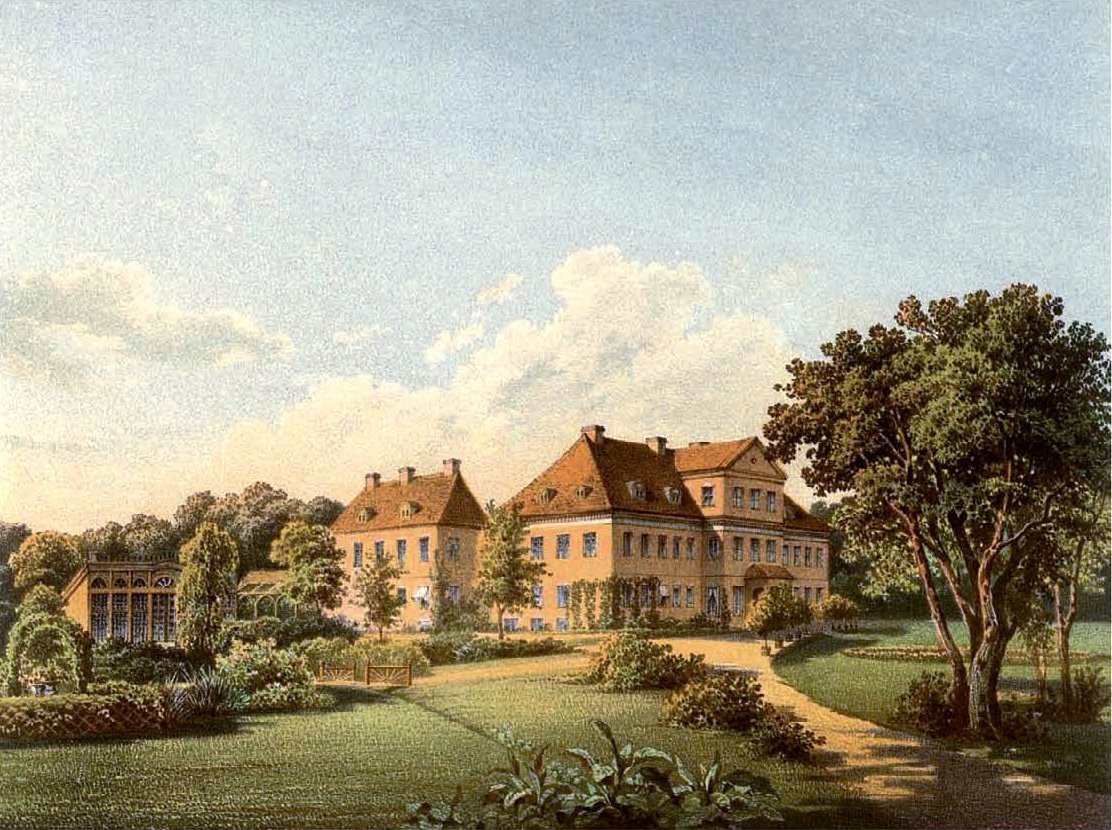
Schloss Carwinden um 1862, Sammlung Alexander Duncker

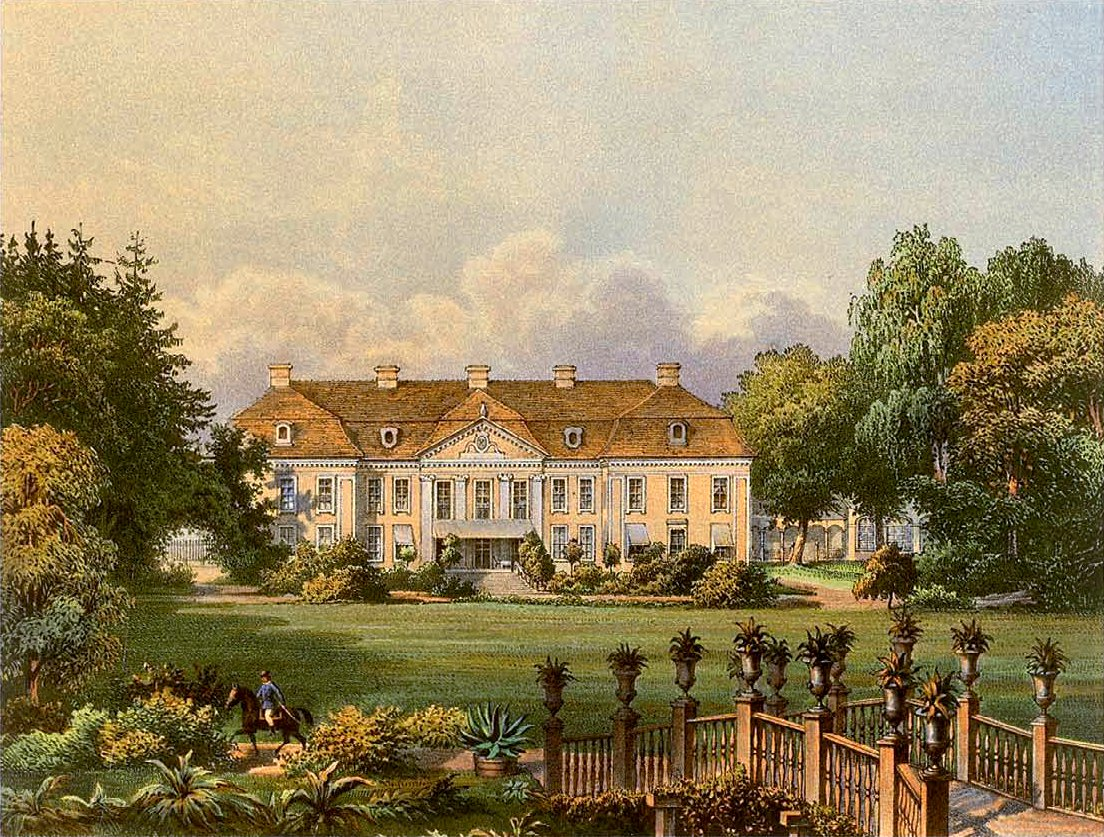
Schloss Schlodien um 1859, Sammlung Alexander Duncker

Dohna-Schlodien erhielt Privatunterricht und besuchte das Gymnasium in Königsberg in Ostpreußen. Er hat an den Kriegen von 1866 und 1870/71 teilgenommen. In den Besitz der Fideikommissherrschaften Schlodien und Carwinden trat er am 3. April 1890. Weiter war er Mitglied des Kreistages und Amtsvorsteher. Außerdem war er Rechtsritter des Johanniterordens, Ritter des Eisernen Kreuzes II. Klasse, des Kronen-Ordens II. Klasse, des Kommenturkreuzes II. Klasse des Friedrichs-Ordens.
Ab 1893 war er Mitglied des Deutschen Reichstags für den Reichstagswahlkreis Regierungsbezirk Königsberg 7 und die Deutschkonservative Partei. Von 1890 an war er auch Mitglied des Preußischen Herrenhauses, seine Mandate endeten mit seinem Tode.

## Familie
Seine Eltern waren Carl Ludwig Alexander Erdmann Burggraf und Graf zu Dohna-Schlodien (1814–1890) und dessen Ehefrau Anna, geborene von Auerswald (1820–1878). Adolf heiratete am 22. Juli 1868 in Gallingen Clara Gräfin zu Eulenburg (1849–1924). Das Paar hatte folgende Kinder:
- Carl Ludwig Alexander Erdmann (1869–1919)

⚭ 17. November 1892 (geschieden 1898) Anna von Kries (1871–1964)
⚭ 18. Dezember 1905 Alexandrine Eugenie Helene von Hahn (1873–1936)
- Ursule (*/† 1870)
- Freda Marie (1873–1959) ⚭ 16. Mai 1894 Wilhelm Graf von Rothenburg (1861–1929), Sohn von Konstantin von Hohenzollern-Hechingen
- Freda Sophie Adelheid (1874–1945)
- Freda Julie Ernestine Caroline Barbara (1875–1941)